# Symon Petlura
Symon Wasylowycz Petlura (ukr. Симон Васильович Петлюра; ur. 10 maja?/22 maja 1879 w Połtawie, zm. 25 maja 1926 w Paryżu) – ukraiński polityk socjaldemokratyczny i narodowy, pisarz, dziennikarz oraz publicysta. Przewodniczący Dyrektoriatu Ukraińskiej Republiki Ludowej w latach 1919–1926 (od 1921 na uchodźstwie).

## Życiorys
Urodził się w ukraińskiej rodzinie o tradycjach kozackich. Uzyskał wstępne wykształcenie w szkołach parafialnych i planował zostać duchownym prawosławnym. Od 1895 do 1901 studiował w Rosyjskim Prawosławnym Seminarium Duchownym w Połtawie. Tam w 1898 dołączył do stowarzyszenia Hromada. Gdy w 1901 odkryto jego członkostwo w organizacji, został wyrzucony z seminarium. W 1900, będąc pod wpływem przemówień Mykoły Michnowskiego, został członkiem Ukraińskiej Partii Rewolucyjnej. W 1901 wziął udział w Ogólnoukraińskim Kongresie Studenckim. W 1902 przeniósł się do Jekaterynodaru na Kubaniu, gdzie pracował jako nauczyciel, a później jako archiwista.
W grudniu 1903 został aresztowany za działalność w oddziale Ukraińskiej Partii Rewolucyjnej w Jekaterynodarze oraz za publikowanie w prasie ukraińskiej, wydawanej w austro-węgierskiej Galicji, prowokujących artykułów o antycarskiej tematyce. Zwolniony został za kaucją w marcu 1904. Na krótko przeniósł się do Kijowa, a następnie wyemigrował do Austro-Węgier, gdzie osiedlił się we Lwowie. Tam mieszkał pod nazwiskiem Światosław Tagon. Pracował jako dziennikarz.
W 1905, dzięki carskiej amnestii politycznej, mógł powrócić na Ukrainę. Osiedlił się w Kijowie, gdzie w grudniu 1905 wziął udział w II Zjeździe Ukraińskiej Partii Rewolucyjnej, na którym partia zmieniła nazwę na Ukraińska Socjaldemokratyczna Partia Robotnicza. W styczniu 1906 wyjechał do Petersburga, gdzie redagował partyjny miesięcznik „Wolna Ukraina”. Podczas rewolucji 1905–1907 kierował jednym z oddziałów żydowskiej samoobrony w Połtawie. W 1911 ożenił się i przeniósł do Moskwy, gdzie do wybuchu I wojny światowej pracował jako księgowy w firmie ubezpieczeniowej. Redagował także pismo „Życie ukraińskie”, jedyne ukraińskie (choć wydawane w języku rosyjskim) czasopismo społeczno-polityczne w ówczesnym Imperium Rosyjskim. W 1914 opowiadał się za solidarną walką Ukraińców w szeregach armii rosyjskiej. Liczył dzięki temu na zjednoczenie wszystkich ziem ukraińskich pod berłem carskiej Rosji. Od 1916 był etatowym funkcjonariuszem Wszechrosyjskiego Związku Ziemstw i Miast, ogólnorosyjskiej organizacji samorządowej utworzonej w celu pomocy państwu rosyjskiemu w organizacji zaopatrzenia i zaplecza szpitalnego dla armii. Wraz z rodziną przeprowadził się do Mińska.
Od rewolucji lutowej i obalenia caratu w marcu 1917 roku związany z organizacjami dążącymi do budowy niepodległego państwa ukraińskiego. W kwietniu 1917 zainicjował i zorganizował w Mińsku Ukraiński Kongres Frontu Zachodniego. Kongres utworzył Ukraińską Radę Frontu i wybrał Petlurę na jej przewodniczącego. Pełniąc tę funkcję został oddelegowany na Ukraiński Kongres Narodowy, zwołany przez Ukraińską Centralną Radę. W grudniu 1917 z jego inicjatywy sformowano Hajdamacki Kosz Słobodzkiej Ukrainy, nad którym objął dowództwo i którym dowodził do marca 1918. Po okupacji w lutym 1918 terytorium Ukraińskiej Republiki Ludowej przez wojska niemieckie i austro-węgierskie (w konsekwencji traktatu brzeskiego), obaleniu 28 kwietnia 1918 przy udziale wojsk niemieckich rządu URL i ustanowieniu Hetmanatu Pawła Skoropadskiego Petlura znalazł się w opozycji. W listopadzie 1918 roku, po zawieszeniu broni zawartym w Compiègne przez Ententę z Niemcami, wzniecił powstanie przeciw Skoropadskiemu, który uprzednio cieszył się wsparciem niemieckim. 14 grudnia siły Petlury, których trzon stanowił korpus Strzelców Siczowych (pod dowództwem płk. Jewhena Konowalca) zajęły Kijów, restytuując Ukraińską Republikę Ludową. Naczelnym Atamanem (wodzem naczelnym) Armii URL został Petlura.
Po upadku Hetmanatu Rosja Sowiecka ogłosiła, że w związku z anulowaniem traktatu brzeskiego przestaje uznawać niepodległość Ukrainy. Na przełomie grudnia 1918 i stycznia 1919 na terytorium Ukraińskiej Republiki Ludowej wkroczyły z kierunku Kurska oddziały Armii Czerwonej, posuwając się w głąb kraju. 3 stycznia 1919 zajęły Charków, instalując tam marionetkowy Tymczasowy Robotniczo-Chłopski Rząd Ukrainy, który proklamował 29 stycznia 1919 powstanie Ukraińskiej Socjalistycznej Republiki Radzieckiej. 5 lutego rząd Ukraińskiej Republiki Ludowej pod naporem nacierającej Armii Czerwonej opuścił Kijów, udając się kolejno do Winnicy, Równego i Kamieńca Podolskiego. Z Dyrektoriatu Ukraińskiej Republiki Ludowej ustąpił wówczas Wołodymyr Wynnyczenko, a Symon Petlura zawiesił członkostwo w Ukraińskiej Socjal-Demokratycznej Partii Robotniczej i 13 lutego 1919 objął funkcję prezesa Dyrektoriatu URL, którą pełnił aż do śmierci (od 19 listopada 1920 roku wykonywał obowiązki na uchodźstwie). Dyrektoriat sprawował faktyczną władzę na pasie Wołynia i części Podola – pomiędzy pozycjami Wojska Polskiego a liniami Armii Czerwonej, a później przejściowo armii gen. Denikina, która od września do grudnia 1919 zajmowała Kijów i Naddnieprze.
Do połowy grudnia 1919 terytorium zajmowane przez Armię URL było pasem buforowym pomiędzy Wojskiem Polskim a Armią Czerwoną i wojskami Denikina na południe od błot poleskich. W konsekwencji front wojny polsko-bolszewickiej przebiegał wówczas tylko na Białorusi.
Od sierpnia 1919 toczyły się w Warszawie poufne rokowania polsko-ukraińskie, początkowo wojskowe (o zawarcie rozejmu, który zaczął obowiązywać 1 września 1919 – w dzień po zajęciu Kijowa przez armię Denikina), a następnie polityczne – w sprawie rozgraniczenia terytorialnego pomiędzy Ukraińską Republiką Ludową a Polską i współpracy skierowanej przeciw Armii Czerwonej i Rosji Sowieckiej. 2 grudnia 1919 delegacja URL pod przewodnictwem Andrija Liwickiego zawarła porozumienie terytorialne i graniczne z Polską, w formie deklaracji, które 7 grudnia 1919 zaaprobował przybyły do Warszawy Petlura. 21 kwietnia 1920 roku Petlura zawarł układ sojuszniczy z Polską i od polsko-ukraińskiej ofensywy na Kijów do zawieszenia broni w wojnie polsko-bolszewickiej (12 października 1920) był jedyną uznawaną międzynarodowo głową państwa Ukrainy.
Po wycofaniu międzynarodowego uznania Ukraińskiej Republiki Ludowej, co było jednym z warunków traktatu ryskiego, przebywał w Polsce. Po żądaniu ekspulsji przez dyplomację sowiecką był ukrywany w Polsce przez Henryka Józewskiego i Stanisława Stempowskiego w ich mieszkaniach i domach, przy tolerancji władz polskich. Po objęciu władzy przez koalicję Chjenopiasta został zmuszony do opuszczenia Polski 31 grudnia 1923, na emigracji kolejno w Budapeszcie, Wiedniu, Genewie i w Paryżu.
Zamordowany przez zamachowca Szolema Szwarcbarda 25 maja 1926 roku. Zginął najpewniej z inspiracji OGPU, choć kwestia inspiracji zamachu nie została wyjaśniona jednoznacznie. Szwarcbard podczas procesu w Paryżu utrzymywał, że morderstwa dokonał w akcie zemsty za wymordowanie jego rodziny na Ukrainie w okresie rządów Petlury i został przez ławę przysięgłych (i w konsekwencji sąd) uniewinniony.
Petlura został pochowany na paryskim cmentarzu Montparnasse.

## Życie prywatne
Petlura był wujem prawosławnego duchownego Mścisława, 6 czerwca 1990 obranego patriarchą Kijowa i całej Ukrainy w niekanonicznym wówczas Ukraińskim Autokefalicznym Kościele Prawosławnym.

## Kontrowersje
Symon Petlura uchodzi za postać kontrowersyjną. Jest to związane z wielką falą pogromów Żydów, mających miejsce w okresie jego rządów w Ukraińskiej Republice Ludowej.
W latach 1918–1921, w 524 ukraińskich miejscowościach, odnotowano łącznie 1236 brutalnych ataków na Żydów. Ustalono, że wśród nich 493 dokonali żołnierze Ukraińskiej Republiki Ludowej, 307 to efekt działań innych, niezależnych dowódców ukraińskich, 213 dokonały oddziały Antona Denikina, 106 dokonała Armia Czerwona, a za 32 odpowiada Wojsko Polskie. Szacuje się, że w ich wyniku śmierć ponieść mogło nawet do 60 000 osób.
Udokumentowano, że Petlura aktywnie starał się przy wielu okazjach powstrzymywać antyżydowską przemoc, wprowadzając chociażby karę śmierci za dokonanie pogromu. Z drugiej strony, jest oskarżany o to, że nie zrobił wystarczająco dużo, aby powstrzymać antysemityzm. Petlura bał się karać oficerów i żołnierzy zaangażowanych w zbrodnie przeciwko Żydom, z obawy o utratę ich poparcia.
W 2017 Światowy Kongres Żydów ostro skrytykował decyzję o odsłonięciu pomnika Petlury w Winnicy.

## Upamiętnienie
- W 2001 w Równem odsłonięto pierwszy na Ukrainie pomnik Symona Petlury[17].

- 16 maja 2005 prezydent Ukrainy Wiktor Juszczenko podpisał dekret poświęcony pamięci o Symonie Petlurze[18].
- Jest patronem ulic w wielu ukraińskich miastach: Dnieprze[19], Lwowie, Kijowie[20], Połtawie, Winnicy, Żytomierzu, Równem[21], Tarnopolu, Młynowie, Stryju, Iwano-Frankiwsku, Szepetówce.
- 14 października 2017 w Winnicy odsłonięto kolejny pomnik Petlury[22].
- 22 maja 2018 w Połtawie odsłonięto tablicę pamiątkową, z okazji 139. rocznicy urodzin polityka[23].
- 24 sierpnia 2018 na bulwarze im. Symona Petlury w Tarnopolu, zainstalowano popiersie[24].
- 22 stycznia 2019 w Kijowie odsłonięto płaskorzeźbę na jego cześć[25].
- 22 stycznia 2019 pomnik Petlury został odsłonięty w Chmielnickim[26].
- 22 maja 2019 w Kijowie odsłonięto mural poświęcony jego pamięci[27].
- W Paryżu znajdują się Ukraińska Biblioteka im. Symona Petlury (utworzona w 1927) oraz Muzeum Symona Petlury (utworzone w 1930).
- 28 lutego 2018 rząd ukraiński ustanowił stypendium imienia Symona Petlury (z zakresu bezpieczeństwa państwa, administracji i administracji publiczna)[28].
- 9 listopada 2020 w Skierniewicach odsłonięto pomnik „Przed Bitwą Warszawską” – jedna z czterech postaci na tym pomniku przedstawia Symona Petlurę[29][30].

## Galeria

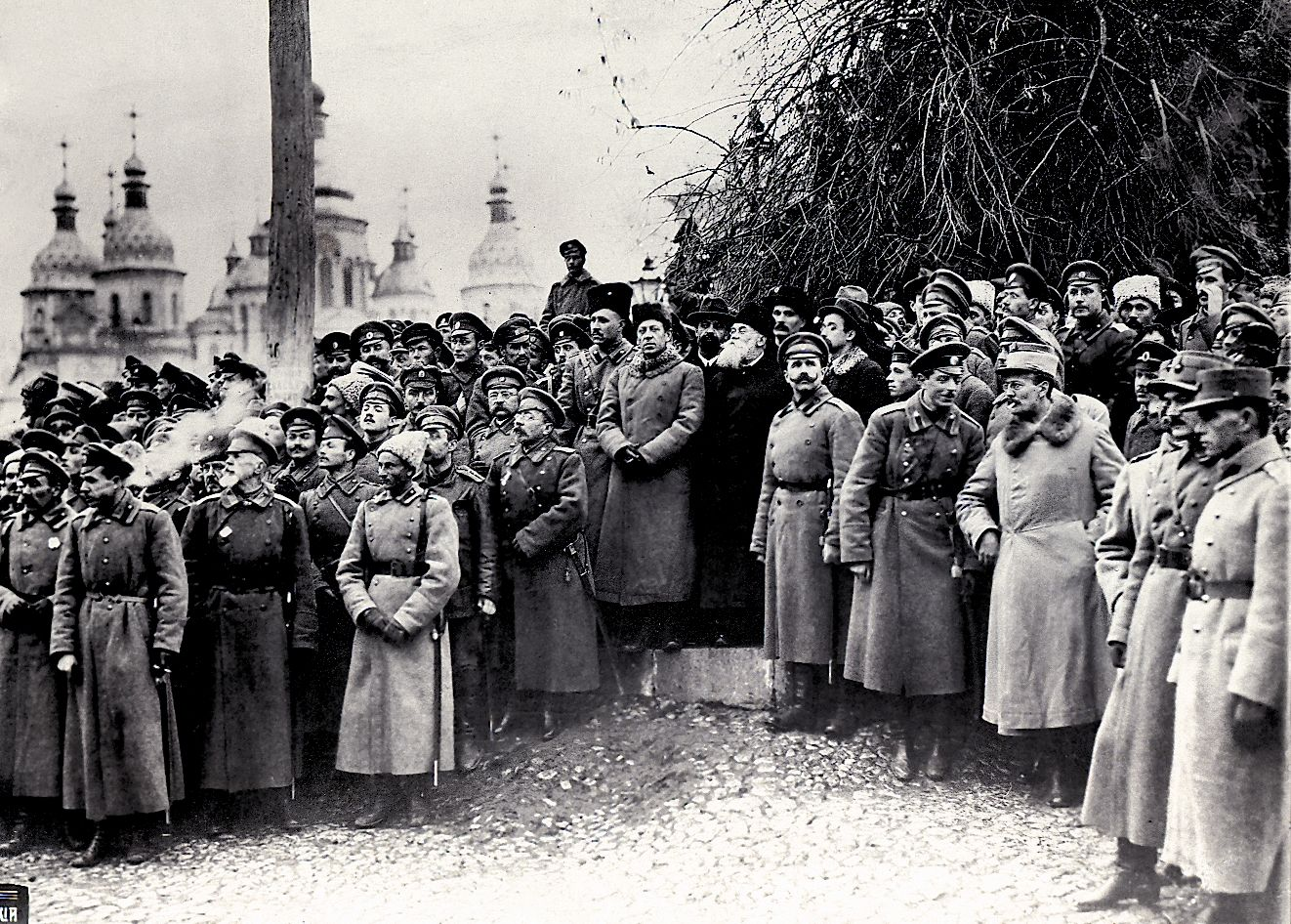
Symon Petlura i Mychajło Hruszewski podczas ogłoszenia III Uniwersału Ukraińskiej Centralnej Rady – proklamacji Ukraińskiej Republiki Ludowej – Kijów, 20 listopada 1917
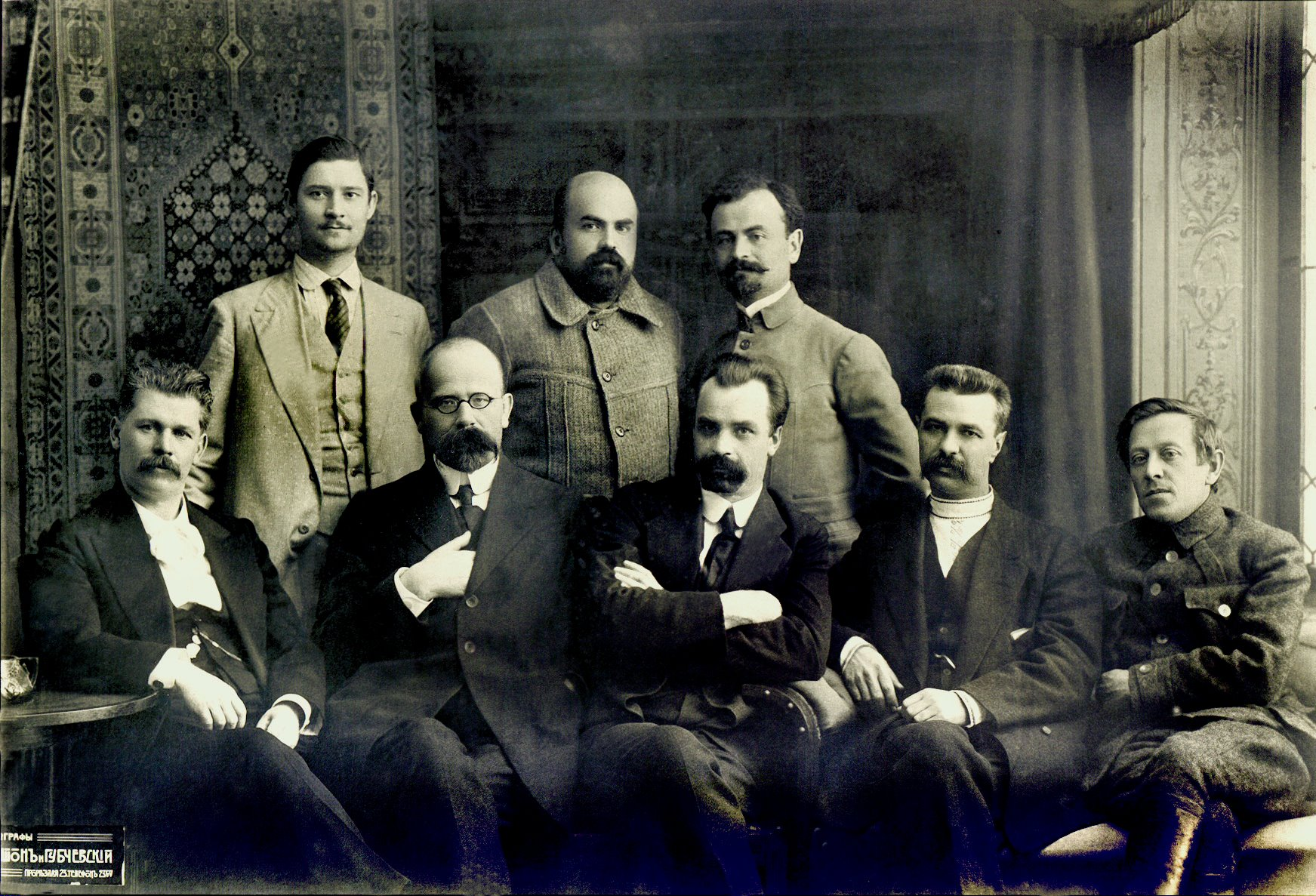
Sekretariat Ukraińskiej Centralnej Rady 1917. Stoją od lewej: Pawło Chrystiuk, Mykoła Stasiuk, Borys Martos. Siedzą: Iwan Steszenko, Chrystofor Baranowskyj, Wołodymyr Wynnyczenko, Serhij Jefremow, Symon Petlura
Symon Petlura i gen. Ołeksandr Osecki w wagonie sztabowym w 1919
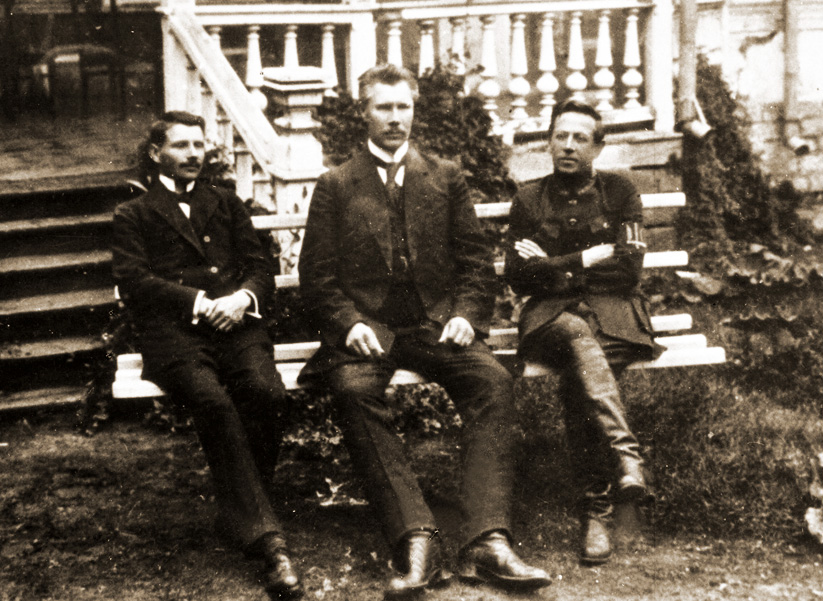
Dyrektoriat Ukraińskiej Republiki Ludowej w Kamieńcu Podolskim 1919. Od lewej: Andrij Makarenko, Fedir Szweć i Symon Petlura
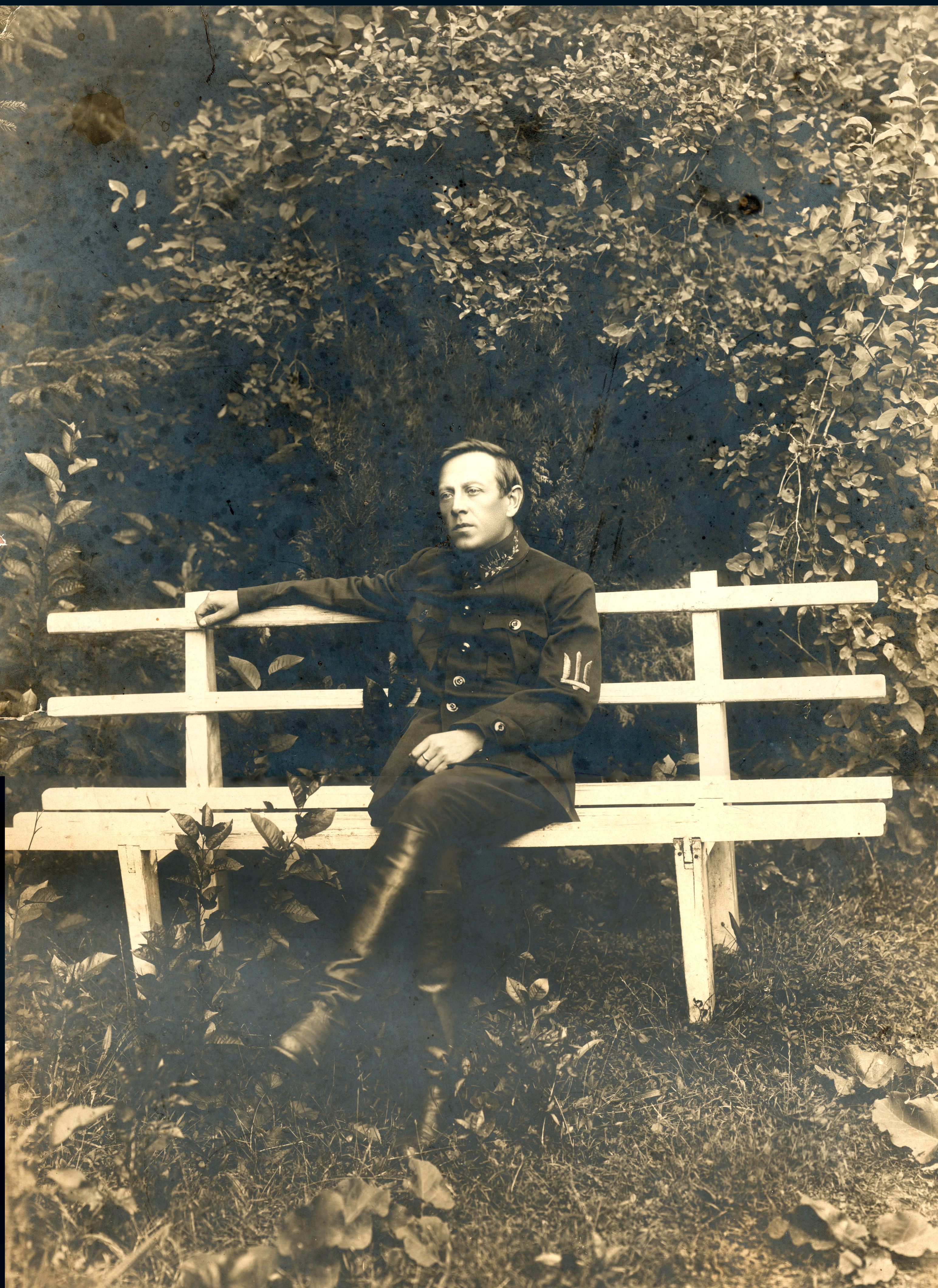
Symon Petlura w Kamieńcu Podolskim 1919
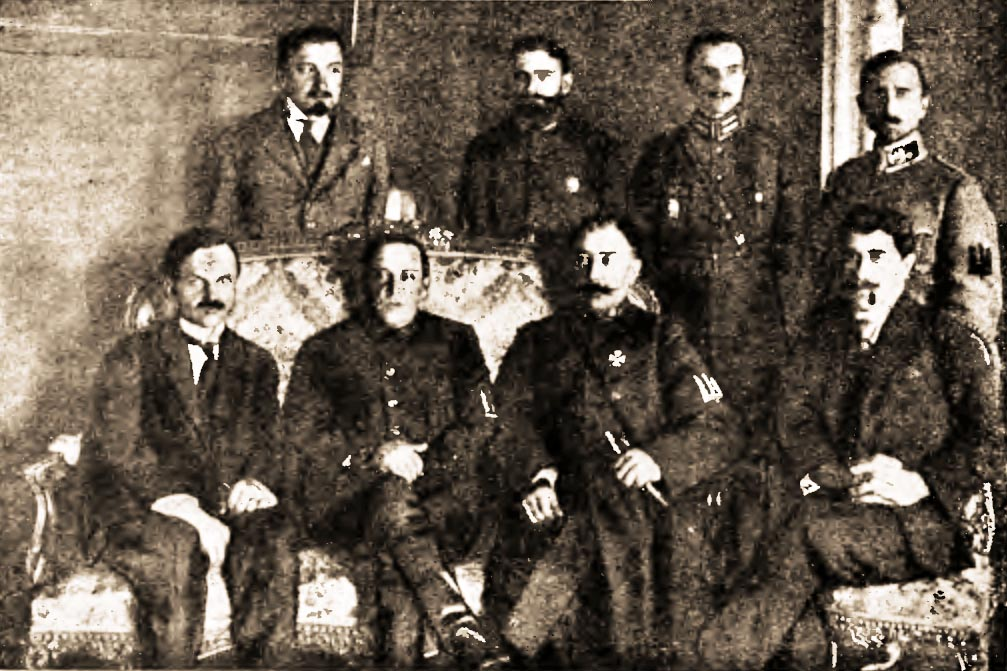
Rząd Ukraińskiej Republiki Ludowej w 1920: Symon Petlura siedzi w środku
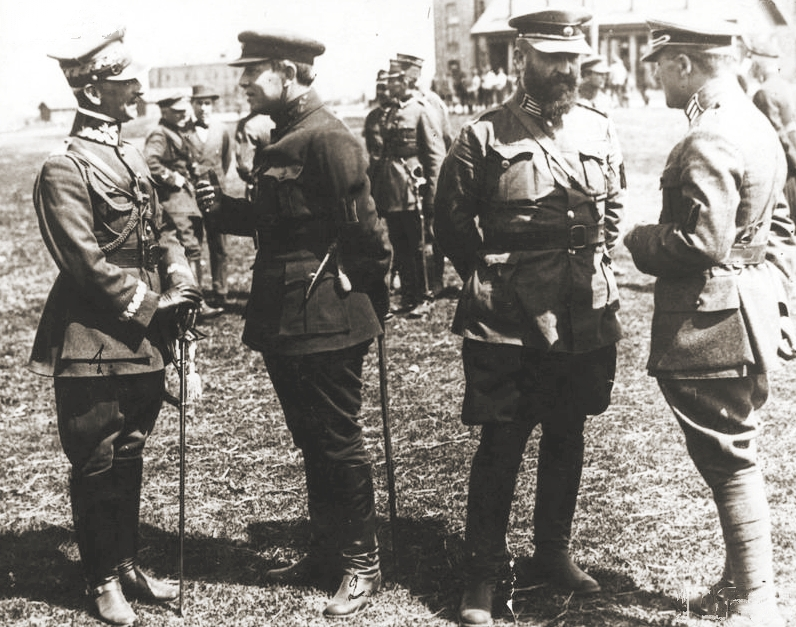
Symon Petlura i gen. Antoni Listowski, płk Wołodymyr Salski, płk Marko Bezruczko, oficerowie ukraińscy i polscy – wyprawa kijowska, Berdyczów kwiecień 1920
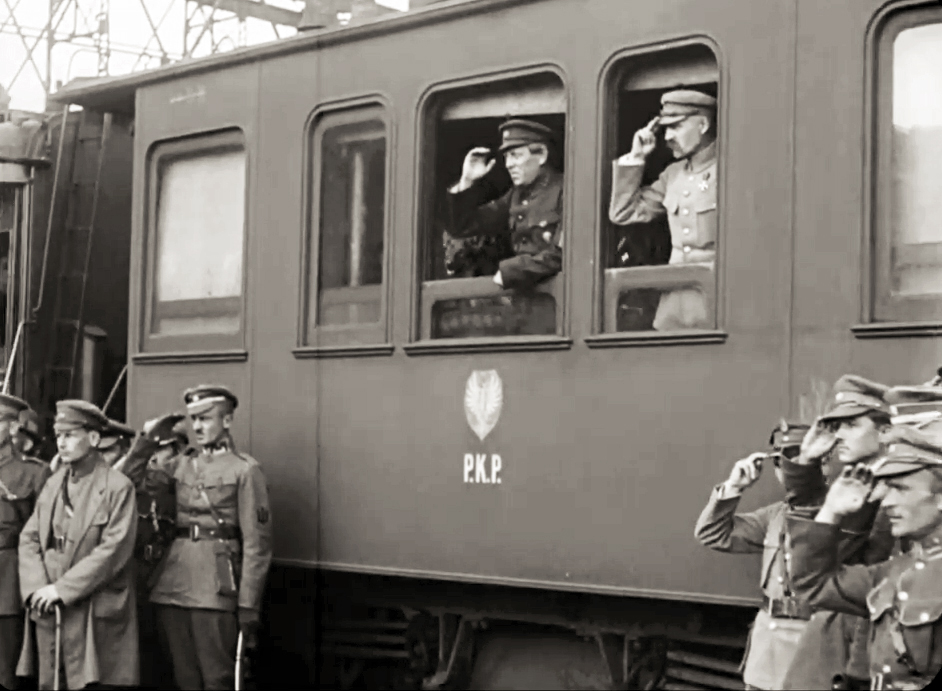
Józef Piłsudski i Symon Petlura w Winnicy, 16 maja 1920
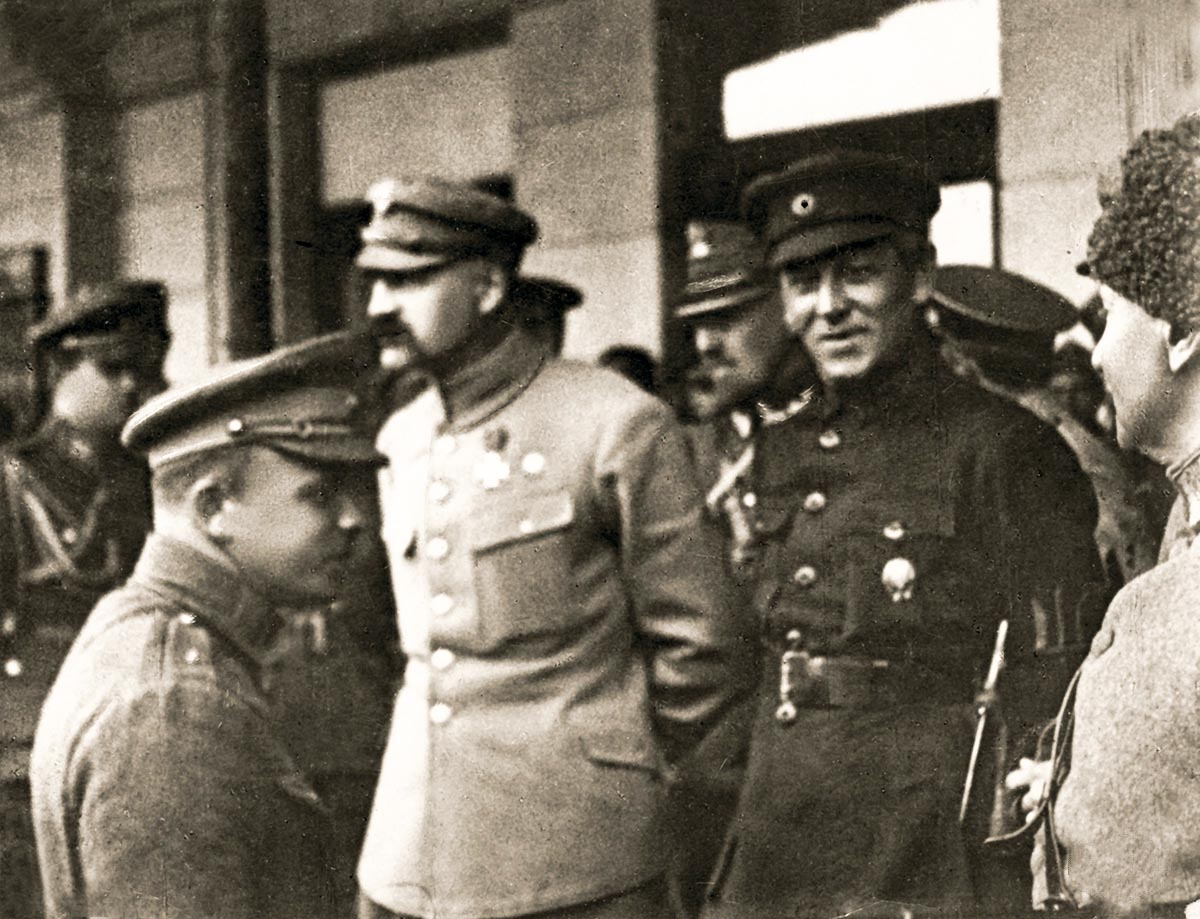
Józef Piłsudski i Symon Petlura, Winnica 16 maja 1920
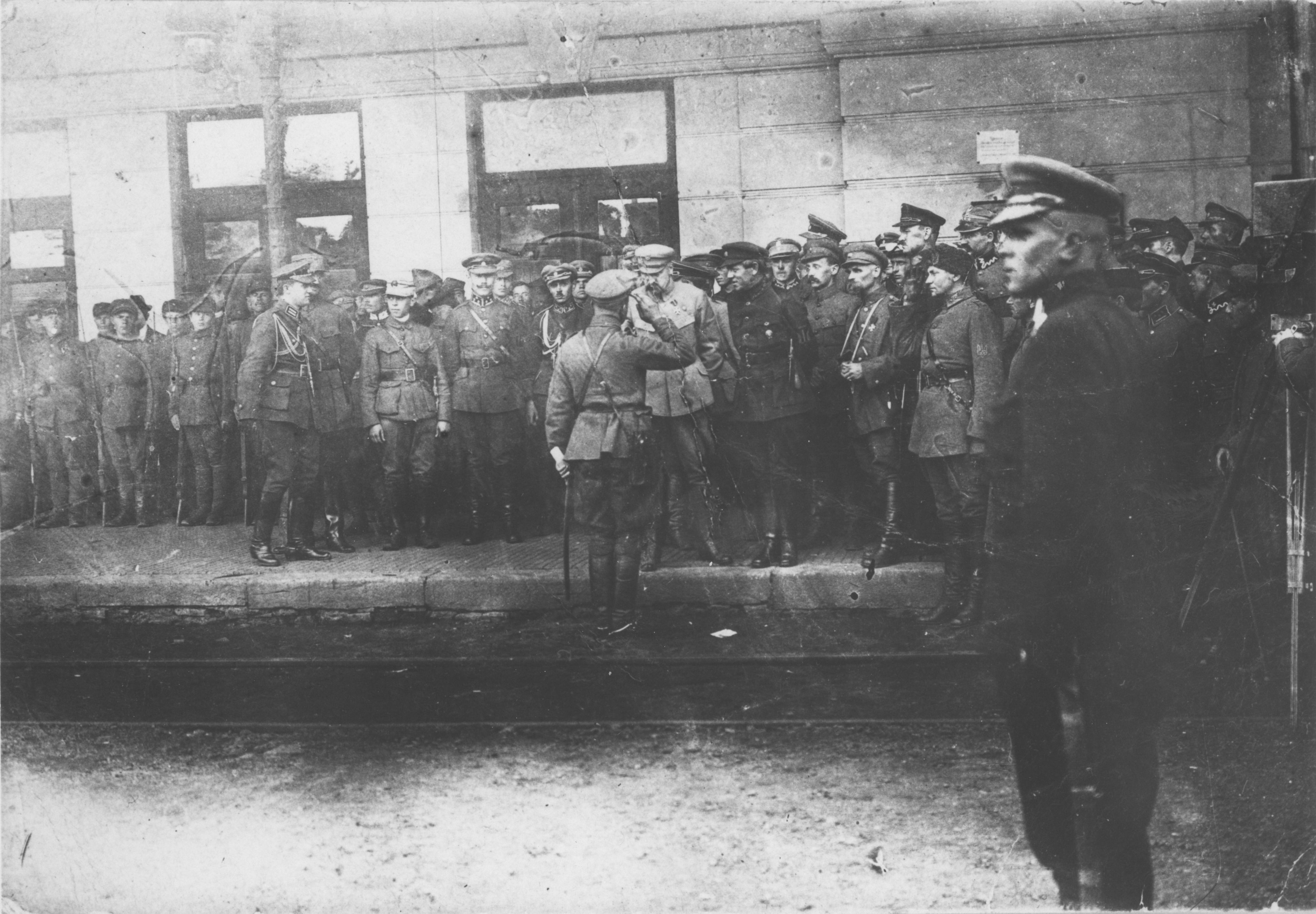
Józef Piłsudski i Symon Petlura, Winnica 16 maja 1920
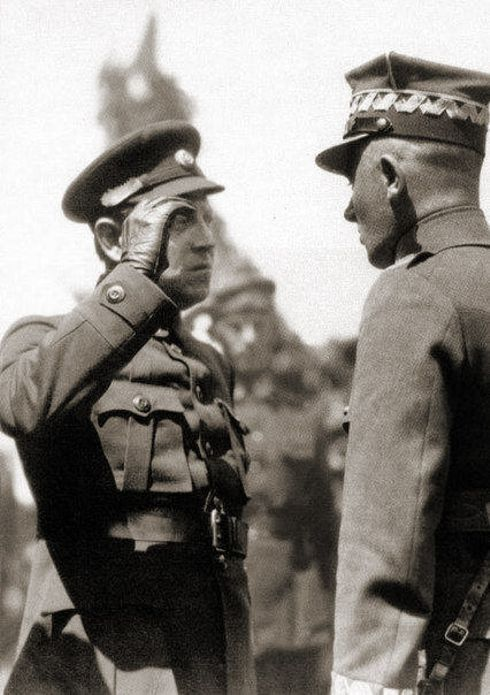
Symon Petlura wita gen. Edwarda Rydza-Śmigłego na dworcu kolejowym w Kijowie, maj 1920
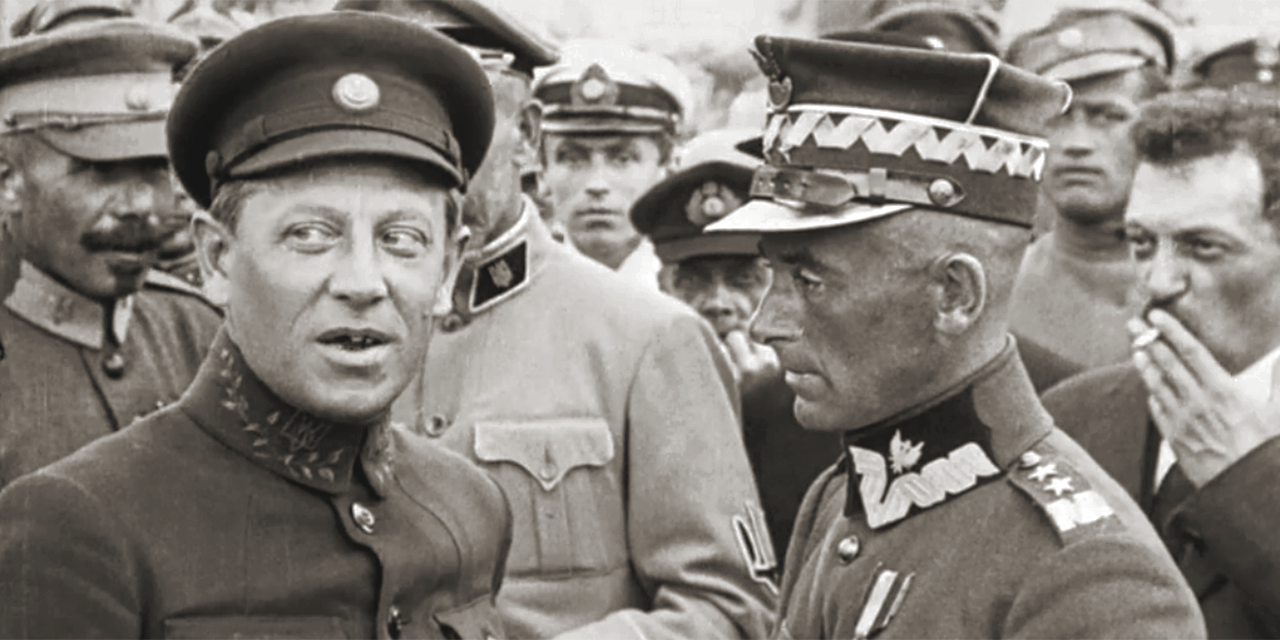
Symon Petlura i Edward Rydz-Śmigły, Kijów, maj 1920
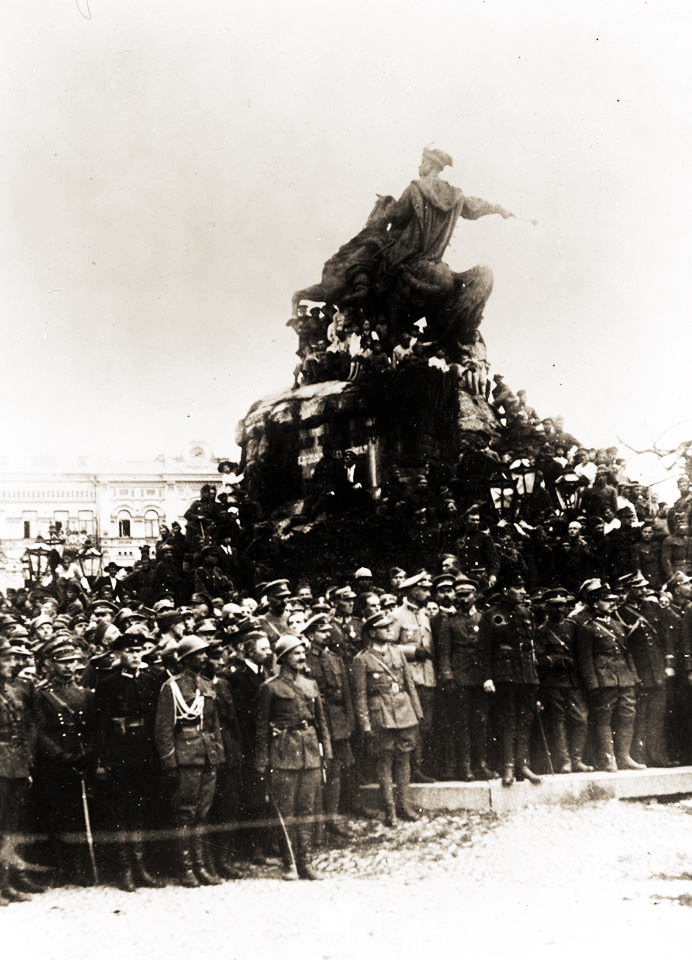
Symon Petlura w otoczeniu oficerów ukraińskich i polskich przyjmuje defiladę 6 Siczowej Dywizji Strzelców pod pomnikiem Bohdana Chmielnickiego w Kijowie, 23 maja 1920. Na pierwszym planie widoczny płk Marko Bezruczko
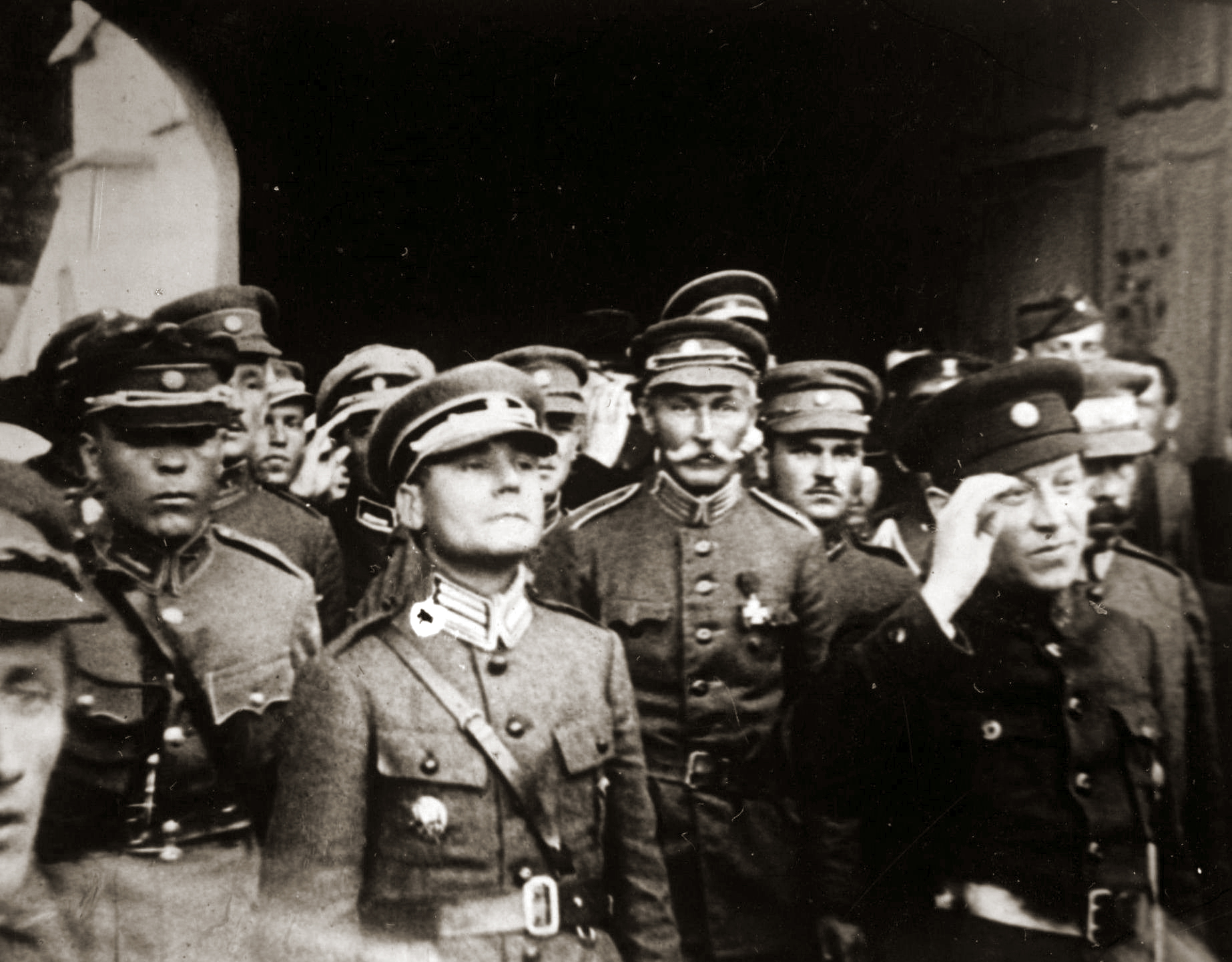
Symon Petlura i oficerowie armii URL wychodzą z Soboru Sofijskiego. Kijów, 23 maja 1920. W środku, na pierwszym planie płk Marko Bezruczko
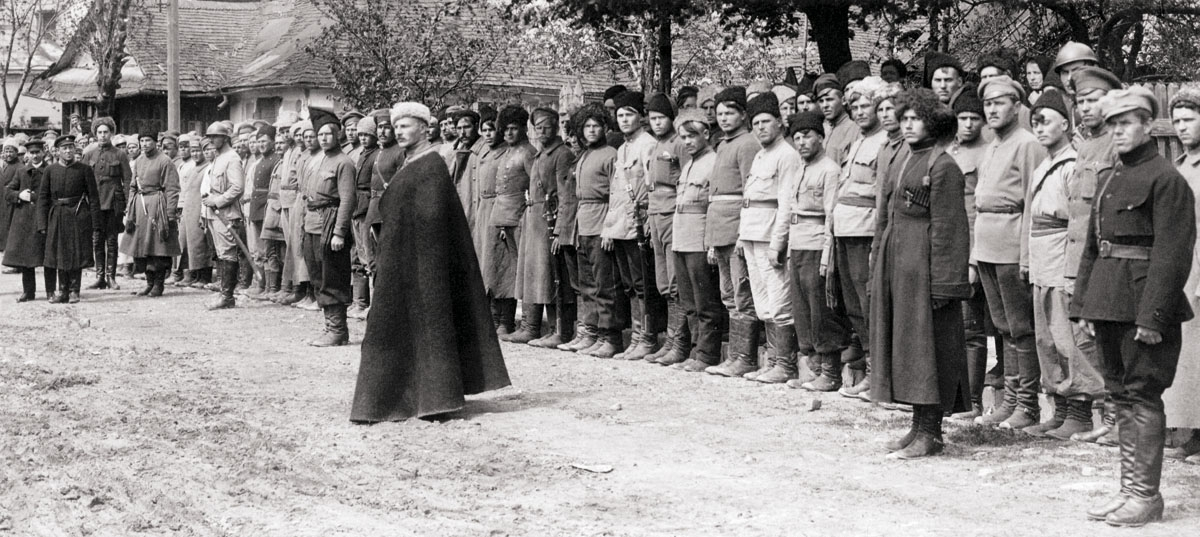
Symon Petlura (z lewej) dokonuje przeglądu oddziałów ukraińskich. Kijów, maj 1920. Na froncie oddziału gen. Iwan Omelianowicz-Pawlenko
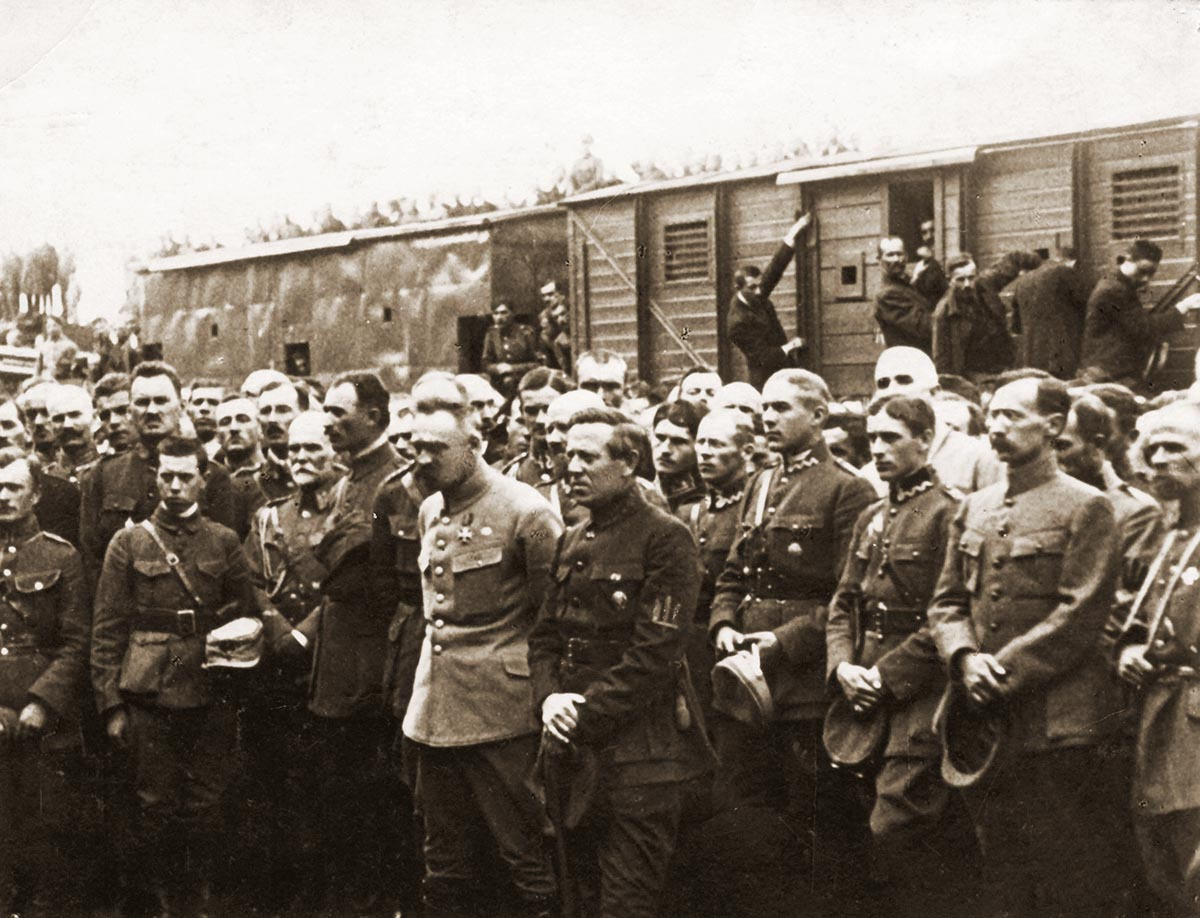
Józef Piłsudski i Symon Petlura wśród oficerów polskich i ukraińskich w Stanisławowie 5 września 1920
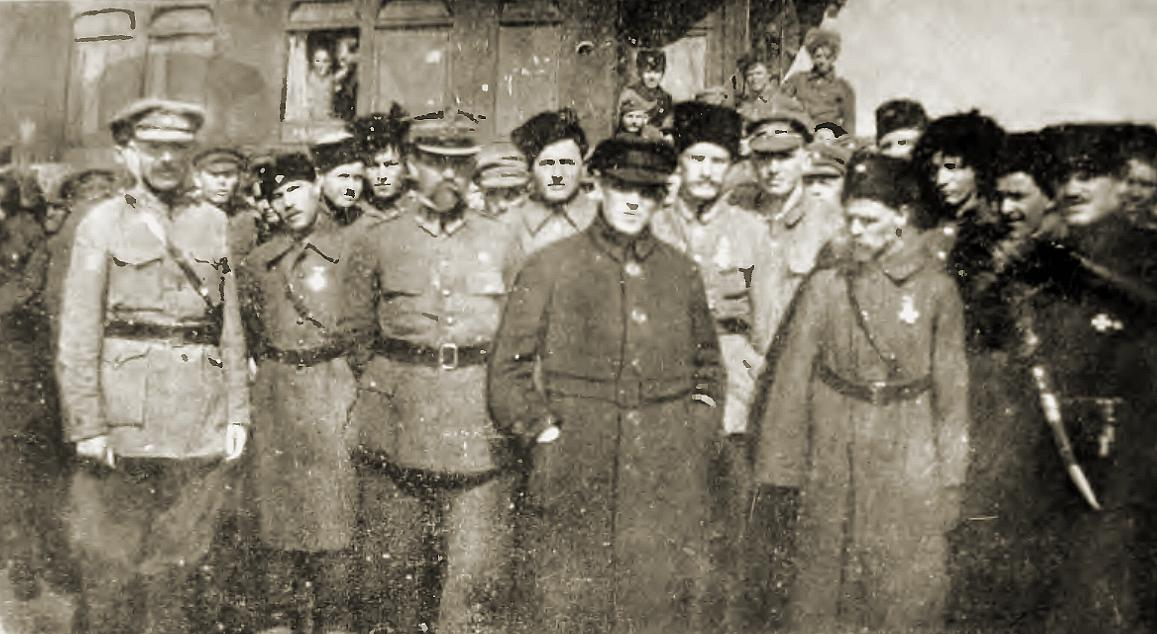
Symon Petlura wizytuje obóz internowanych żołnierzy armii URL w Wadowicach, 9 kwietnia 1921
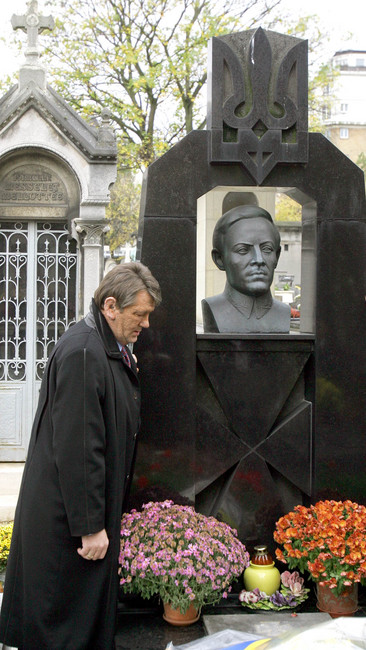
Prezydent Ukrainy Wiktor Juszczenko przy grobie Symona Petlury w Paryżu w 2005